# Edmond Hervé
Edmond Hervé (ur. 3 grudnia 1942 w La Bouillie) – francuski polityk, prawnik i samorządowiec, działacz Partii Socjalistycznej, deputowany i senator, minister.

## Życiorys
Ukończył prawo publiczne na Université Rennes-I, uzyskał magisterium w tej dziedzinie oraz w zakresie nauk politycznych. Do końca lat 70. pracował w Rennes jako nauczyciel akademicki, wykładał prawo administracyjne i konstytucyjne. Zaangażował się w działalność polityczną w ramach Partii Socjalistycznej. W latach 1973–1982 zasiadał w radzie departamentu Ille-et-Vilaine. Od 1977 do 2008 sprawował urząd mera Rennes.
W 1981, 1986 i 1988 uzyskiwał mandat posła do Zgromadzenia Narodowego VII, VIII i IX kadencji. W niższej izbie francuskiego parlamentu zasiadał również w okresie XI kadencji (1997–2002). Od maja 1981 do czerwca 1981 był ministrem zdrowia w pierwszym rządzie Pierre’e Mauroy, następnie do marca 1983 pełnił funkcję ministra delegowanego ds. energii w jego drugim gabinecie. Później do marca 1986 sprawował urząd sekretarza stanu do spraw zdrowia w trzecim rządzie tegoż premiera oraz w gabinecie Laurenta Fabiusa. W latach 2008–2014 był członkiem Senatu.
W 1993 wyróżniony odznaczeniem „Zasłużony dla Miasta Poznania”.